# Осада Багдада (1733)
Осада Багдада 1733 года — относительно короткая, но интенсивная осада находившегося под контролем турок Багдада персидской армией Надир-шаха. Исход осады был предопределен далеко на севере от Багдада, близ Самарры, где следовавшая на помощь осажденным армия под командованием Топал-паши нанесла решительное поражение персидской армии (единственное поражение в карьере Надир-шаха). Персидская осадная армия была вынуждена отступить от города с потерей большей части обоза и орудий.

## Начало осады
Ахмад-паша, губернатор эялета Багдад, усиленно укреплял левый берег Тигра, зная, что широкая река представляет трудно преодолимый барьер для атакующей персидской армии. Надир-шах разбил лагерь на восточной стороне реки и прибег к уловке: оставив большую часть своих людей в лагере, он собрал небольшую группу солдат и отправился на север под покровом ночи.
15 февраля Надир пересек Тигр с 2500 человек и сразу же двинулся на юг, к мосту через реку. При этом в основном лагере Надира ещё оставались туркоманы и афганцы-абдали — артиллерия, кавалерия и янычары (пехота). Узнав о присутствии персидского контингента, Ахмад-паша начал переформировывать свои силы, чтобы встретить удар персов.
Турки атаковали переходивших по мосту через реку туркоманов и курдов и смогли их отбросить, но 1500 воинов абдали все-таки пересекли Тигр до обрушения моста и соединились с отрядом Надира. Персидский командующий немедленно направил свои силы в бой, постепенно оттесняя войска Ахмад-паши назад, пока турки не побежали в сторону Багдада оставив позади много пушек и трупов. Надир приказал повесить за трусость нескольких курдов и туркоманов и, наоборот, наградил абдали.
Окрестности Багдада вскоре наполнили персидские солдаты, присоединившиеся к своим товарищам с восточного берега Тигра. Начались грандиозные осадные работы: по всему периметру городских стен персы построили 2700 осадных башен. В общей сложности 300 000 персов осадили стены Багдада, хотя всего лишь 100 000 из них были солдатами.

## Прибытие Топал-паши
Исход осады, однако, был решено за много миль к северу от Багдада, недалеко от города Самарра, где сосредоточилась отправленная Стамбулом лучшая турецкая армия во главе с Топал Осман-пашой. Надир, узнав о подходе турецкой армии в помощь осажденному Багдаду, высокомерно отправился на север, чтобы атаковать турок с марша, вместо того чтобы выбрать подходящее поле битвы для оборонительного сражения. Результатом стало одно из самых кровавых сражений Надир-шаха: персы потеряли почти половину своей армии, турки — четверть.
Поражение персов было столь сокрушительным, что оно заставило войска надир-шаха покинуть Ирак, а осада Багдада была снята. Хотя Надир, ценой невероятных усилий, смог восстановить армию и в итоге разгромить войска Топал-паши, он так и не смог захватить Багдад (в основном из-за восстания на юге Персии, которое требовало его немедленного присутствия).